# Sarcophage des Pleureuses

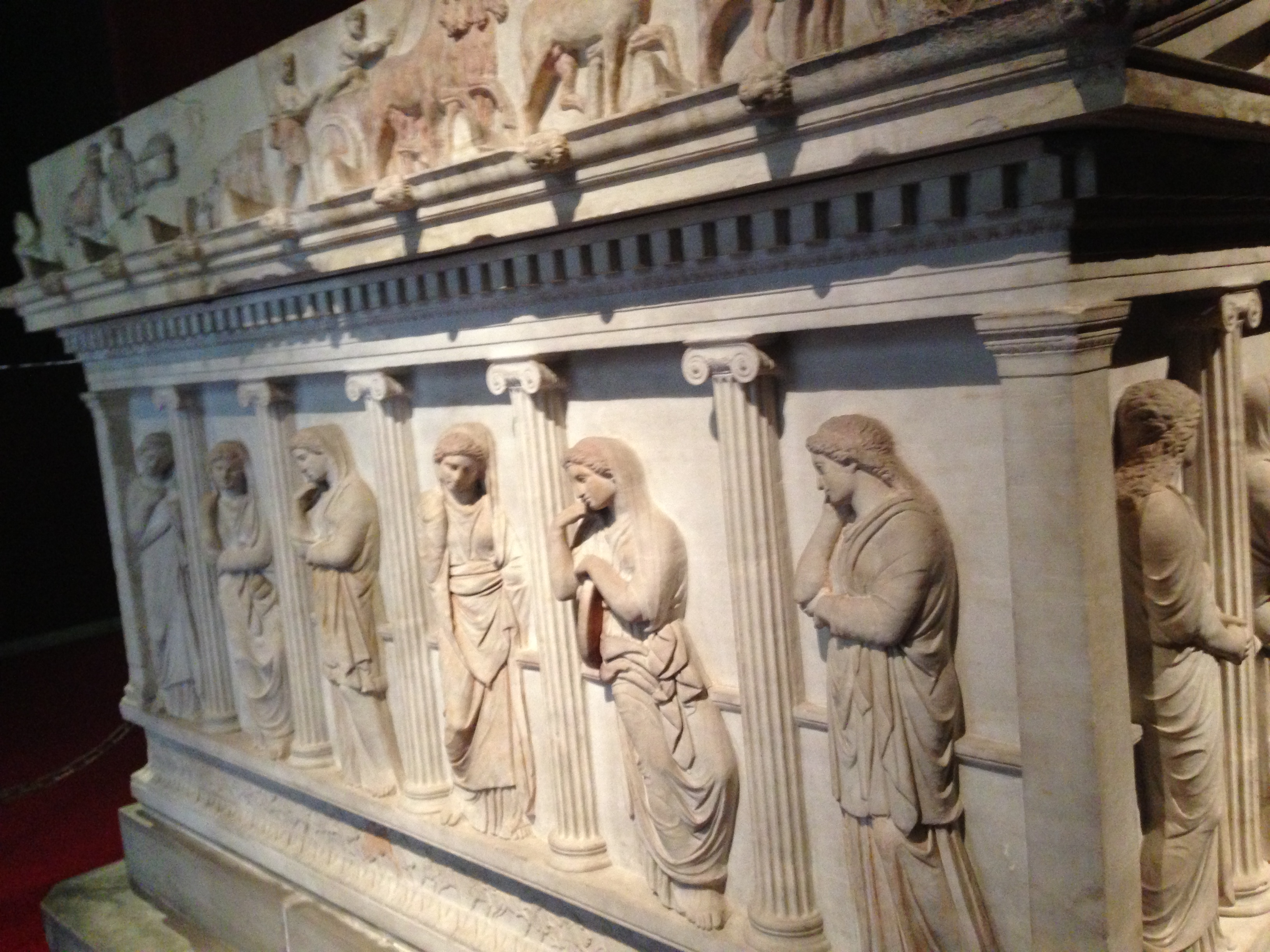
Le sarcophage des Pleureuses.

Le sarcophage des Pleureuses est un sarcophage hellénistique trouvé en 1887 par l’archéologue ottoman Osman Hamdi Bey, dans les tombes royales de Sidon, au Liban, dans la même chambre funéraire (salle funéraire no 3 de la nécropole du roi de Sidon) que le sarcophage d'Alexandre.
On estime que ce sarcophage à colonnes de la période pré-romaine, œuvre de la période hellénistique, est celui de Straton, roi de Sidon, mort en 360 av. J.-C. ou qu'il a été réalisé pour un riche habitant de Sidon. Il est exposé au musée archéologique d'Istanbul.

## Historique
Le sarcophage des Pleureuses a eu un grand impact en Europe et en Amérique au moment de sa découverte, en même temps que vingt-et-un autres sarcophages de la nécropole royale de Sidon. Le sarcophage, pillé antérieurement à sa découverte, ne contenait que les ossements du défunt et une boucle de ceinture en bronze.
Lorsque les sarcophages de Sidon ont été amenés à Istanbul, il s'avéra nécessaire de construire un musée pour les accueillir. La façade du bâtiment principal, construit par Osman Hamdi Bey selon les plans de l'architecte Alexandre Vallaury, l'un des professeurs de Sanayi-i Nefise Mektebi, est inspirée du sarcophage des Pleureuses. C'est pourquoi le musée a d'abord été nommé « musée des Sarcophages ».

Les quatre faces du sarcophage
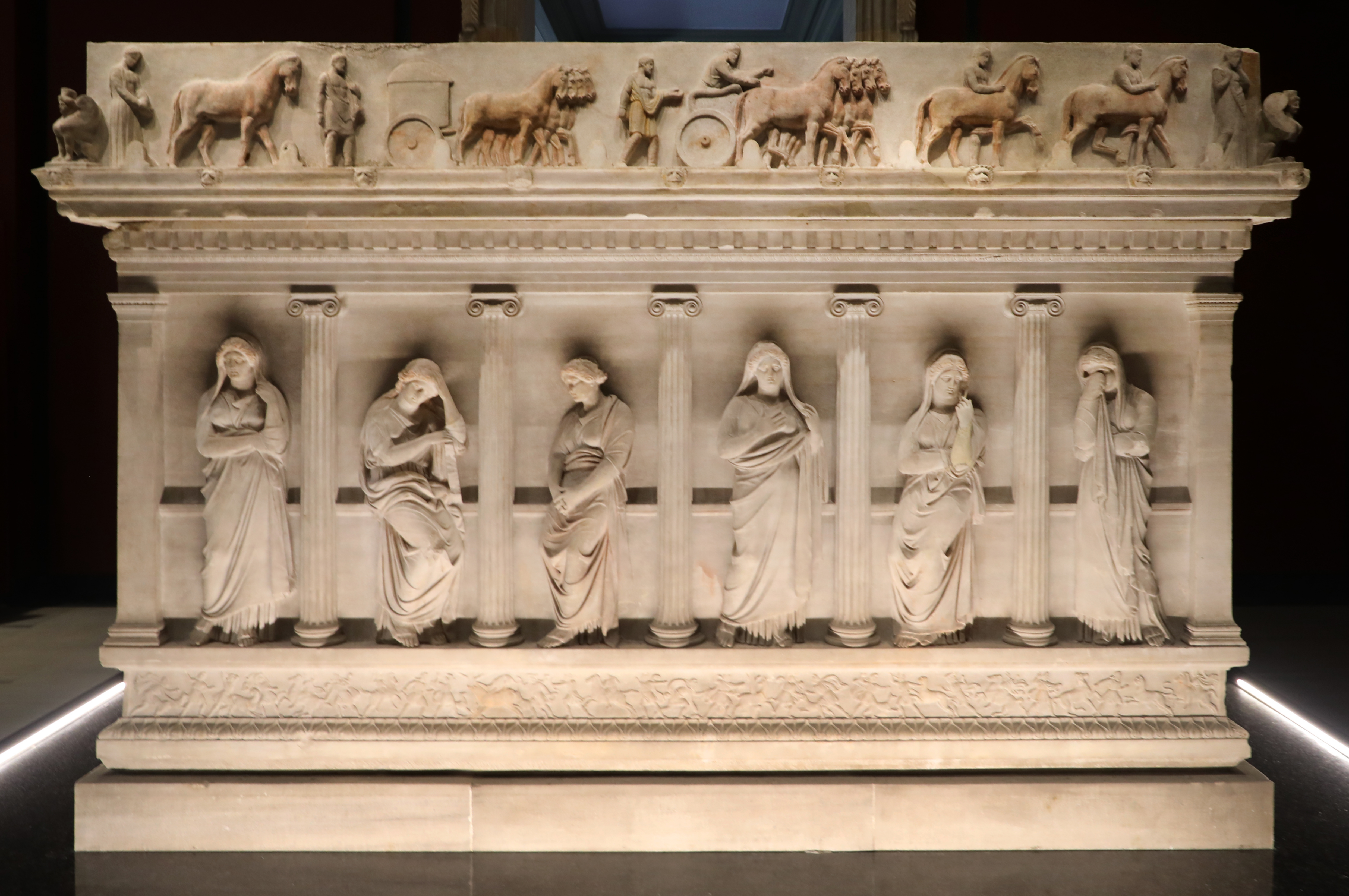
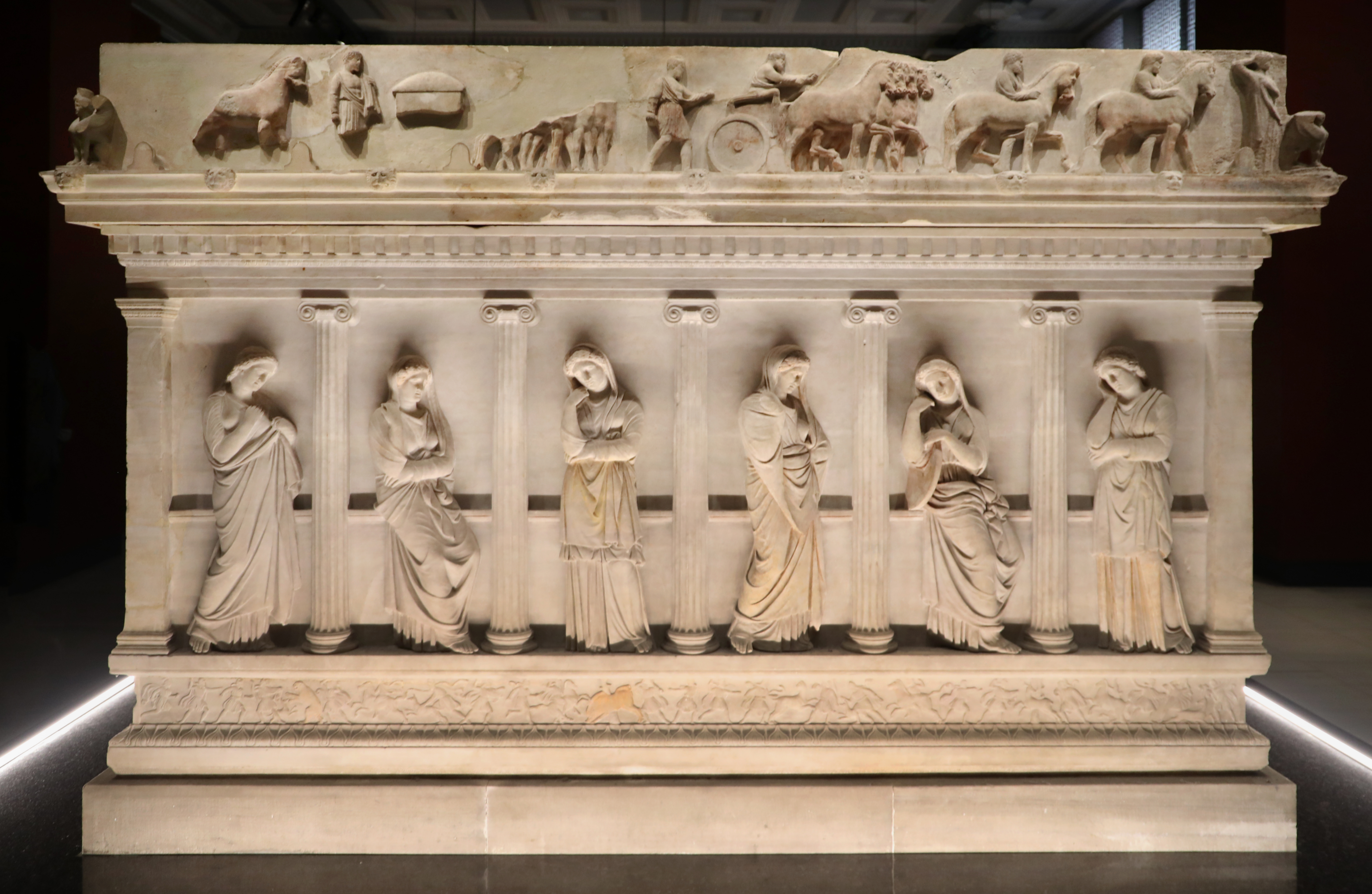
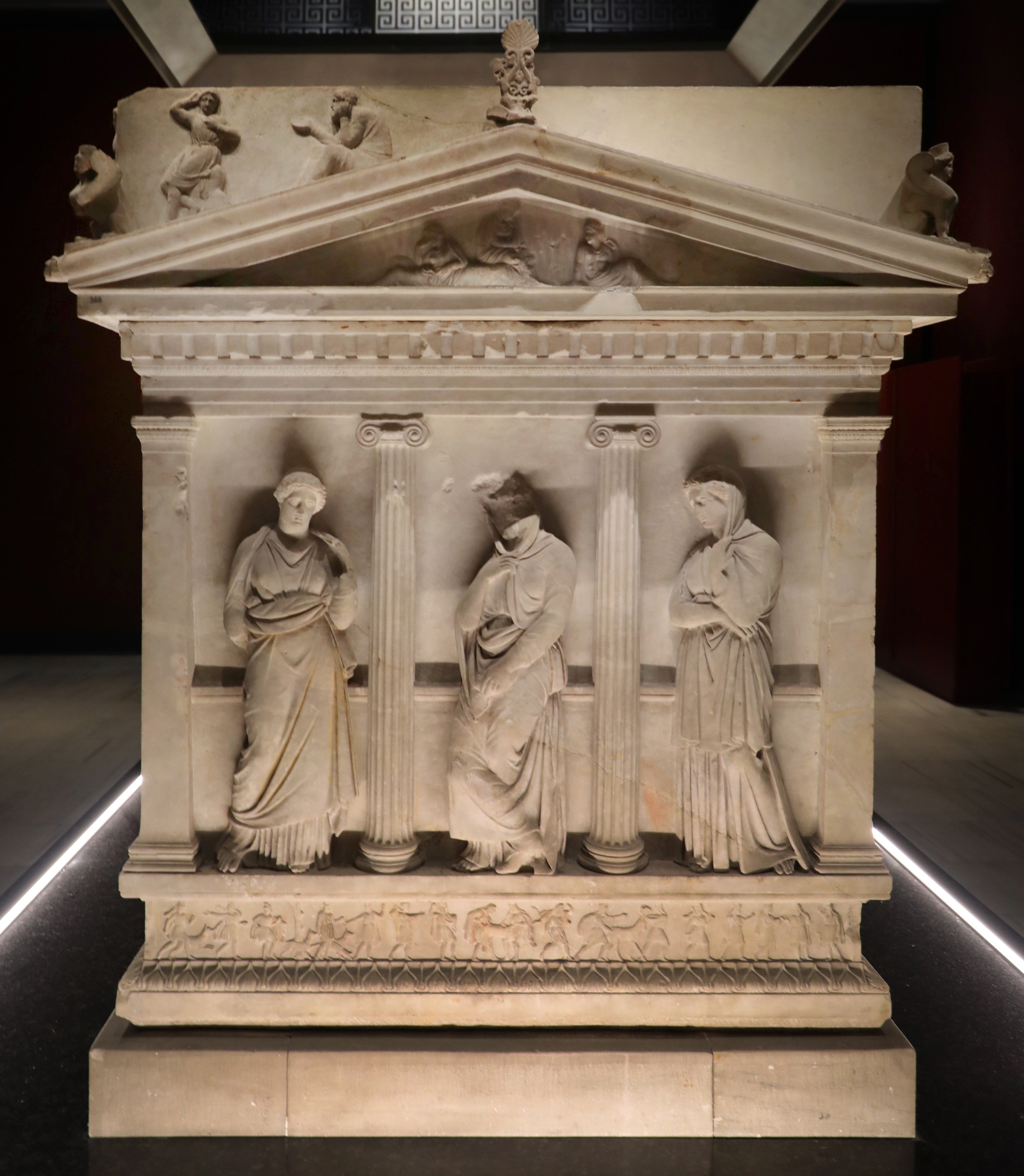
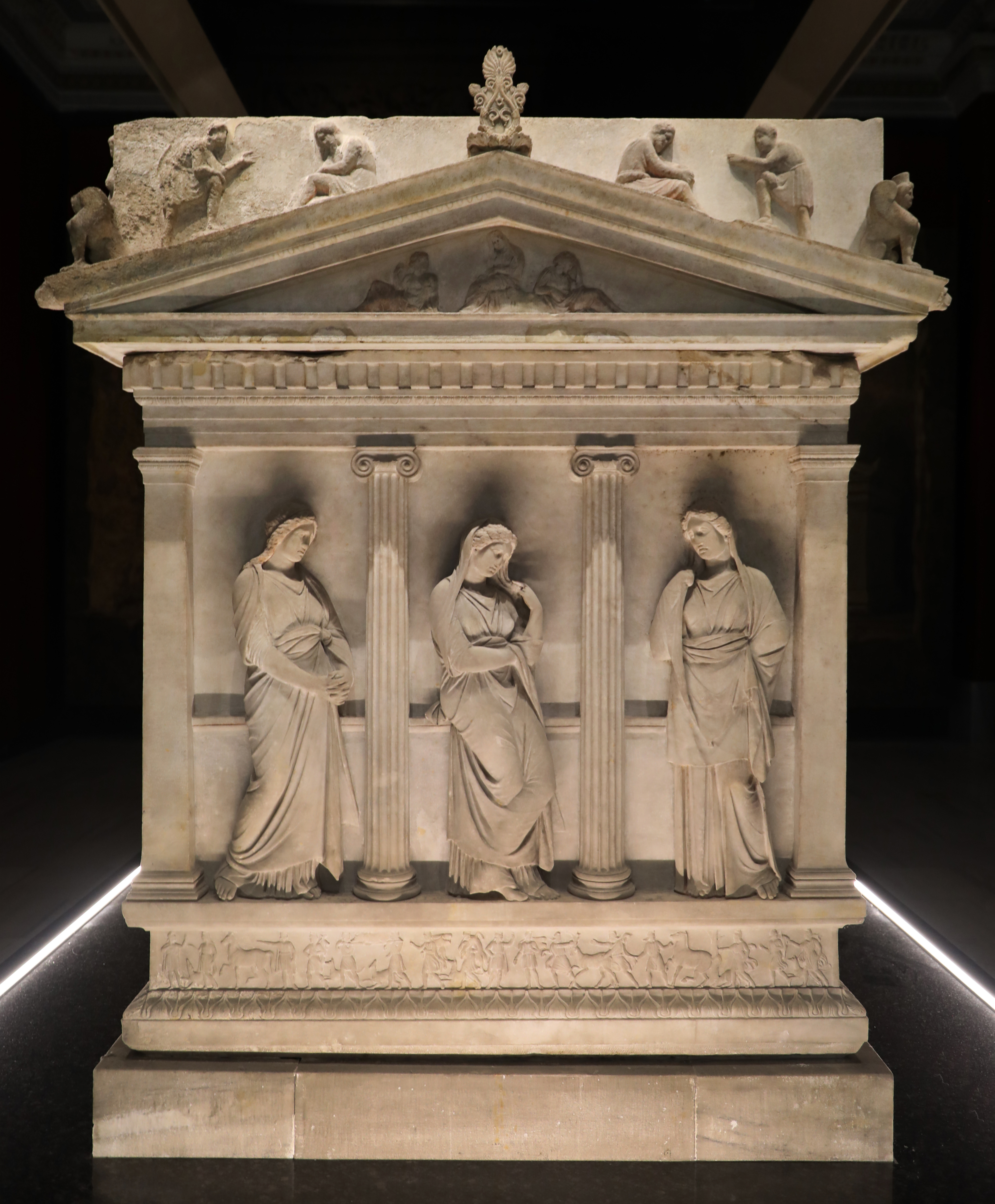

## Description
La hauteur du sarcophage des Pleureuses est de 2,97 m, sa longueur de 2,54 m et sa largeur de 1,37 m. C'est l'un des sarcophages antiques les mieux conservés au monde. Les reliefs représentent un cortège funèbre et des femmes pleurant la mort du roi. Il est estimé que plusieurs sculpteurs ont travaillé sur cet ensemble sculpté. Le sarcophage a la forme et les proportions d'un temple ionique. C'est un bon exemple de l'influence orientale sur l'art de la sculpture hellénistique.
On compte dix-huit figures féminines, certaines debout et d'autres assises, alternant avec les colonnes ioniques qui jalonnent la cuve. Les femmes ont toutes une expression douloureuse dans leurs attitudes, mais leurs mouvements différent les uns des autres, donnant vie à l'ensemble de l'œuvre. Les crânes rasés, les pieds nus, les vêtements déchirés, les mouvements et expressions des personnages reflétant leur tristesse sont caractéristiques des communautés sémitiques. On pense que les dix-huit figures féminines réparties parmi les colonnes représentent les épouses des morts ou les femmes de leur harem plutôt que les pleureuses courantes dans les sociétés du Moyen-Orient.
Une scène funéraire figure sur la frise, au-dessus du sarcophage. C'est une composition qui peut donner une idée des coutumes de cette période. La face inférieure du sarcophage montre une autre frise, donnant à l'œuvre un élan d'élévation et de sublimation.
Les figures féminines en pleurs de ce sarcophage sont le sujet du recueil de poésie d'Enis Batur intitulé Le Tombeau des Pleureuses.

Quelques scènes de la procession funèbre
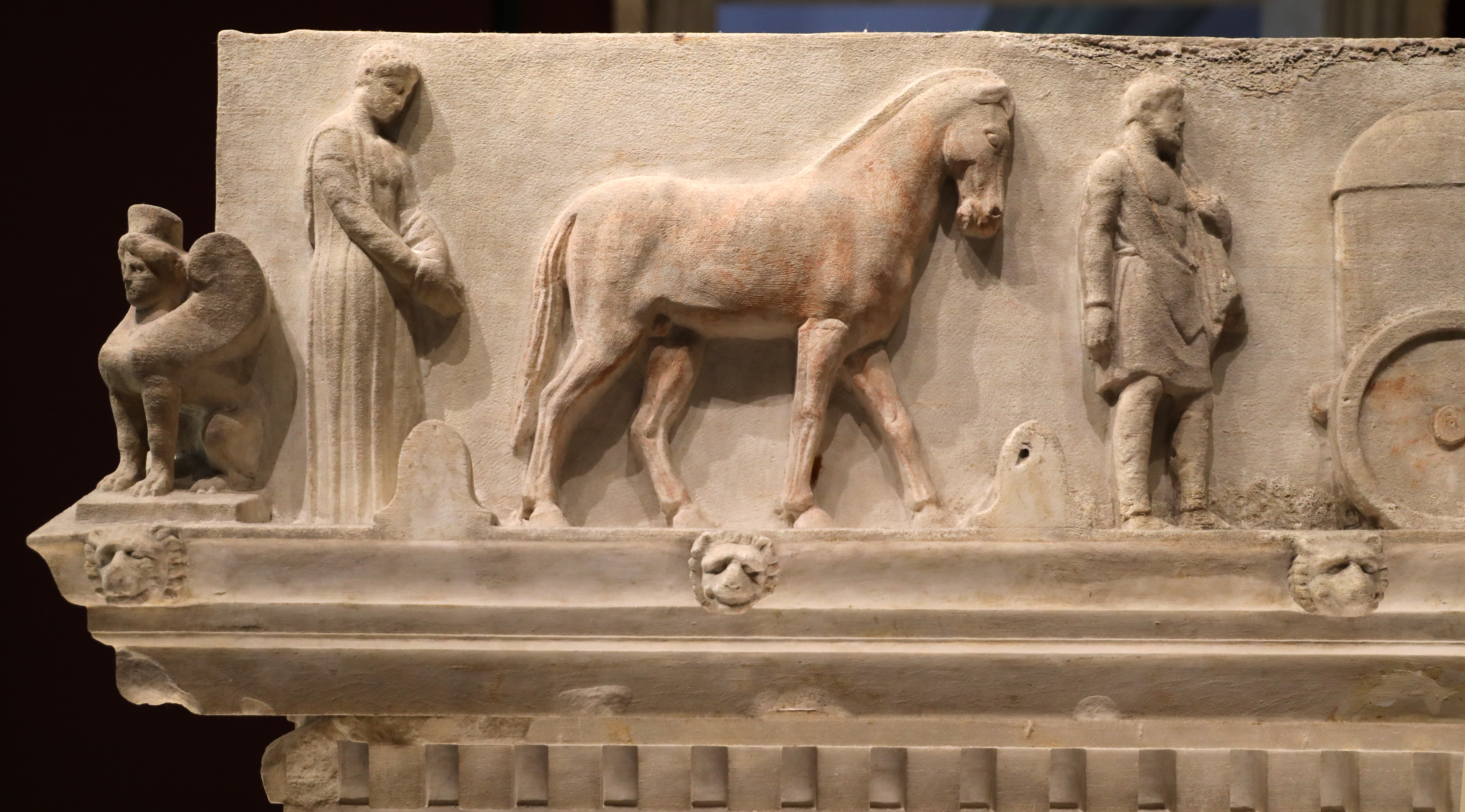
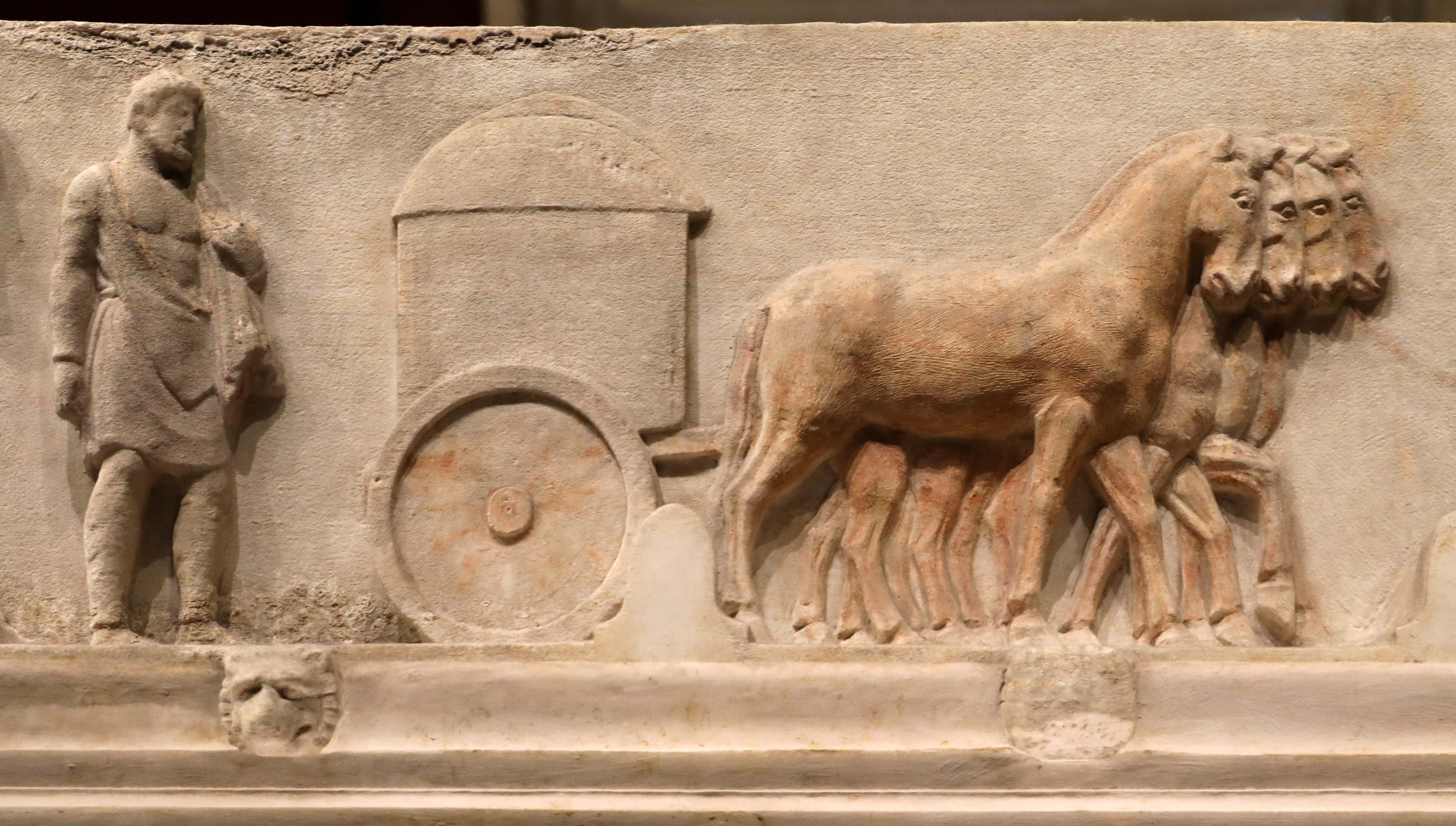
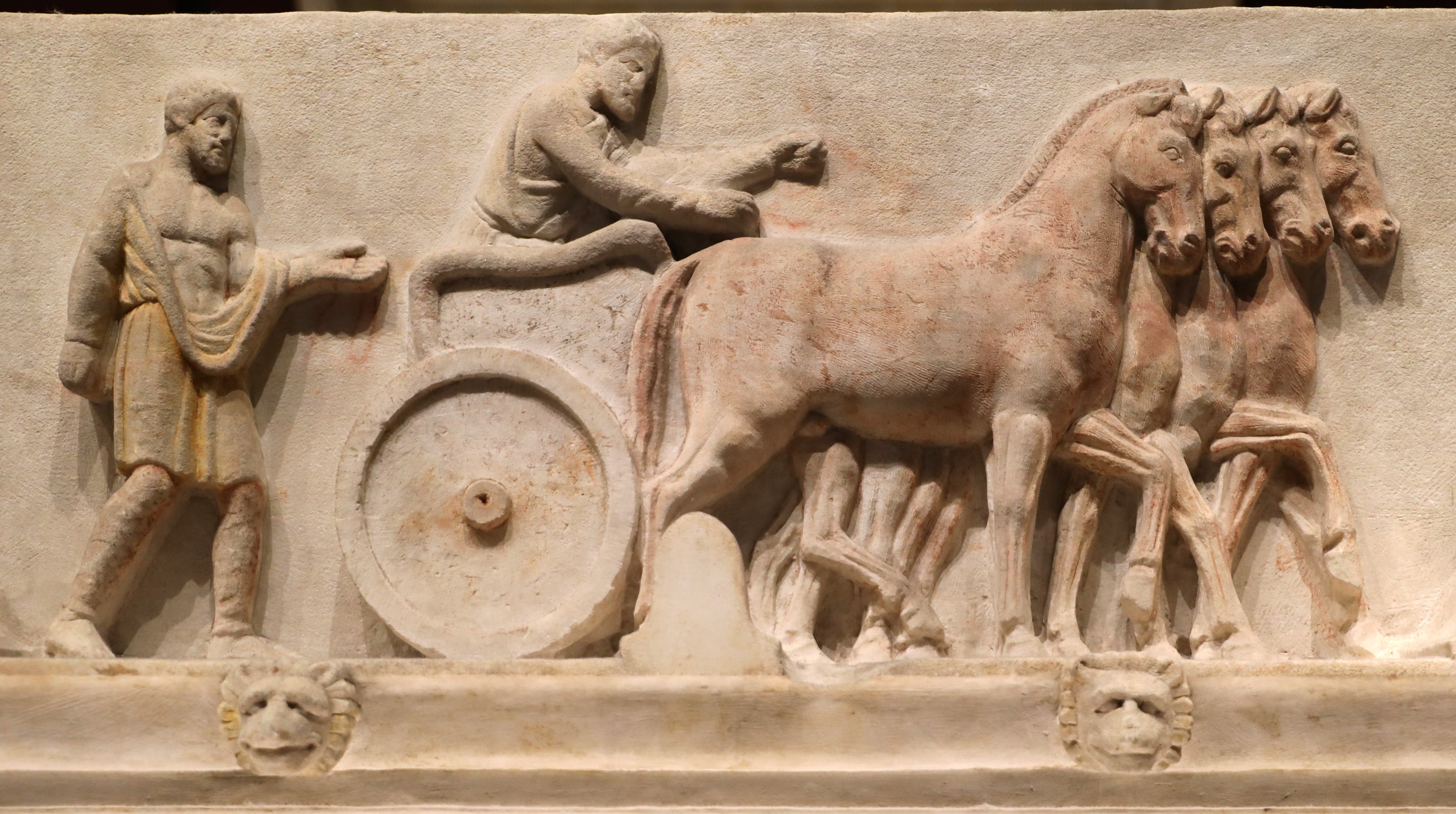